# Dasychira porphyrea
Dasychira porphyrea är en fjärilsart som beskrevs av Schultze 1934. Dasychira porphyrea ingår i släktet Dasychira och familjen tofsspinnare. Inga underarter finns listade i Catalogue of Life.